# Marcelo Yzurieta
Marcelo Javier Yzurieta (Córdoba, 14 de noviembre de 1974-2 de febrero de 2024) fue un cantante, guitarrista, compositor, productor artístico y técnico de grabación argentino, líder del grupo folclórico Los Sacha.

## Biografía
Nació el 14 de noviembre de 1974 en la ciudad de Córdoba, Argentina. El 21 de septiembre de 1985, fundó el grupo folclórico Los Sacha junto a María Eugenia de la Rosa en percusión, Lucas Ninci en piano y voz, José Curado en saxofón, flauta y voz, Esteban de la Rosa en bajo y Guillermo Arce en saxofón y flauta.
A partir de 1996 ingresó, junto a su grupo, al circuito profesional con su trabajo discográfico Ropas modernas (sello BMG, 1998). Participó además en los Festivales de folklore de Jesús María, Cosquín y Baradero, logrando en este último el premio "Consagración" en 1997. Más tarde, el grupo fue galardonado con el premio "Bamba" por su participación en Villa Carlos Paz en 2021.
Paralelamente a su actividad artística, se desempeñó como miembro del Equipo Técnico de Acción ante Catástrofes (ETAC) de Córdoba, y como bombero voluntario en la ciudad de Alta Gracia.

### Muerte
Tras permanecer unos días hospitalizado, falleció el 2 de febrero de 2024, a los 49 años.